# .be
.be е интернет домейн от първо ниво за Белгия. Домейна става активен през 1989 и е администриран от Пиер Вербаетен от Katholieke Universiteit Leuven. През 2000 контрола е прехвърлен на DNS Belgium. До края на 2005 има повече от 470 000 регистрирани домейна.